# Sarah Anne Curzon
Sarah Anne Curzon (Vincent de nacimiento) (1833 -1898) fue una poeta, periodista, editora y dramaturga canadiense nacida en Gran Bretaña, "una de las primeras activistas por los derechos de las mujeres y defensora del feminismo liberal" en Canadá. Durante su vida, fue conocida por su drama de armario Laura Secord: The Heroine of 1812 (Laura Secord: La heroína de 1812), "una de las obras que hicieron de Laura Secord un nombre reconocible".

## Biografía
Nació como Sarah Anne Vincent en Birmingham, Inglaterra, hija de George Philips Vincent, un rico fabricante de vidrio, y su esposa. Cuando era niña, fue educada por tutores y en escuelas privadas para niñas, y contribuyó en prosa y verso a revistas inglesas, especialmente a la London's Leisure Hour. Se casó con Robert Curzon en 1858, y la pareja llegó a Canadá entre 1862 y 1864. Curzon fue feminista desde su juventud. Fue miembro fundadora en noviembre de 1876 del Club Literario de Mujeres de Toronto, que se basó en el modelo de la Sociedad Estadounidense para el Avance de la Mujer. El club, cuyos fundadores también incluían a Emily Stowe, "se centró en promover los derechos de las mujeres, así como su alfabetización".
En 1876 Curzon escribió lo que ella misma llamó "la primera obra feminista de Canadá", el drama histórico Laura Secord: The Heroine of 1812, que no pudo publicar hasta 1887. Además publicó versos, ensayos y ficción en el Canadian Monthly, el Dominion Illustrated, Grip, The Week, Evangelical Churchman y Canadian Magazine, y otros artículos sobre el sufragio femenino en periódicos británicos y estadounidenses. Fue pionera en concienciar a los lectores sobre el sufragio femenino, la igualdad con los hombres en los derechos de propiedad y el acceso a la educación superior para las mujeres. Curzon fue miembro fundadora de la Toronto Suffrage Association y su sucesora, la Dominion Women's Enfranchisement Association, para la que también trabajó como secretaria de actas. En 1881 se convirtió en editora asociada del Canada Citizen, el primer periódico prohibicionista de Canadá, donde escribió una columna regular sobre temas de mujeres. The Canada Citizen se jactó de tener la primera sección para mujeres para cubrir los temas del sufragio femenino y el acceso a la educación postsecundaria. En 1882, Curzon escribió un drama de armario  en verso blanco, The Sweet Girl Graduate, que "se burlaba de la idea de que las mujeres no eran lo suficientemente inteligentes para completar estudios universitarios". La viñeta fue solicitada por John Wilson Bengough, editor de la revista satírica Grip, e impresa en su primera edición anual The Grip-Sack. La trama trata de una mujer que se hace pasar por hombre para acceder a la educación superior y se gradúa con los máximos honores. Pudo haber inspirado el intento de Emma Stanton Mellish seis meses después de inscribirse en el Trinity College de Toronto con un nombre masculino. Probablemente ayudó a provocar la Order in Council, la Orden provincial en Concilio, del 2 de octubre de 1884, que admitió a las mujeres en el Colegio Universitario de Toronto.
Curzon apoyó los esfuerzos de la doctora Emily Stowe para fundar el Women's Medical College en Toronto (ahora Women's College Hospital), que se inauguró en 1883.
Sufría de la enfermedad de Bright y en 1884 tuvo que dejar su puesto en The Canada Citizen debido a complicaciones relacionadas con la enfermedad.

### Laura Secord

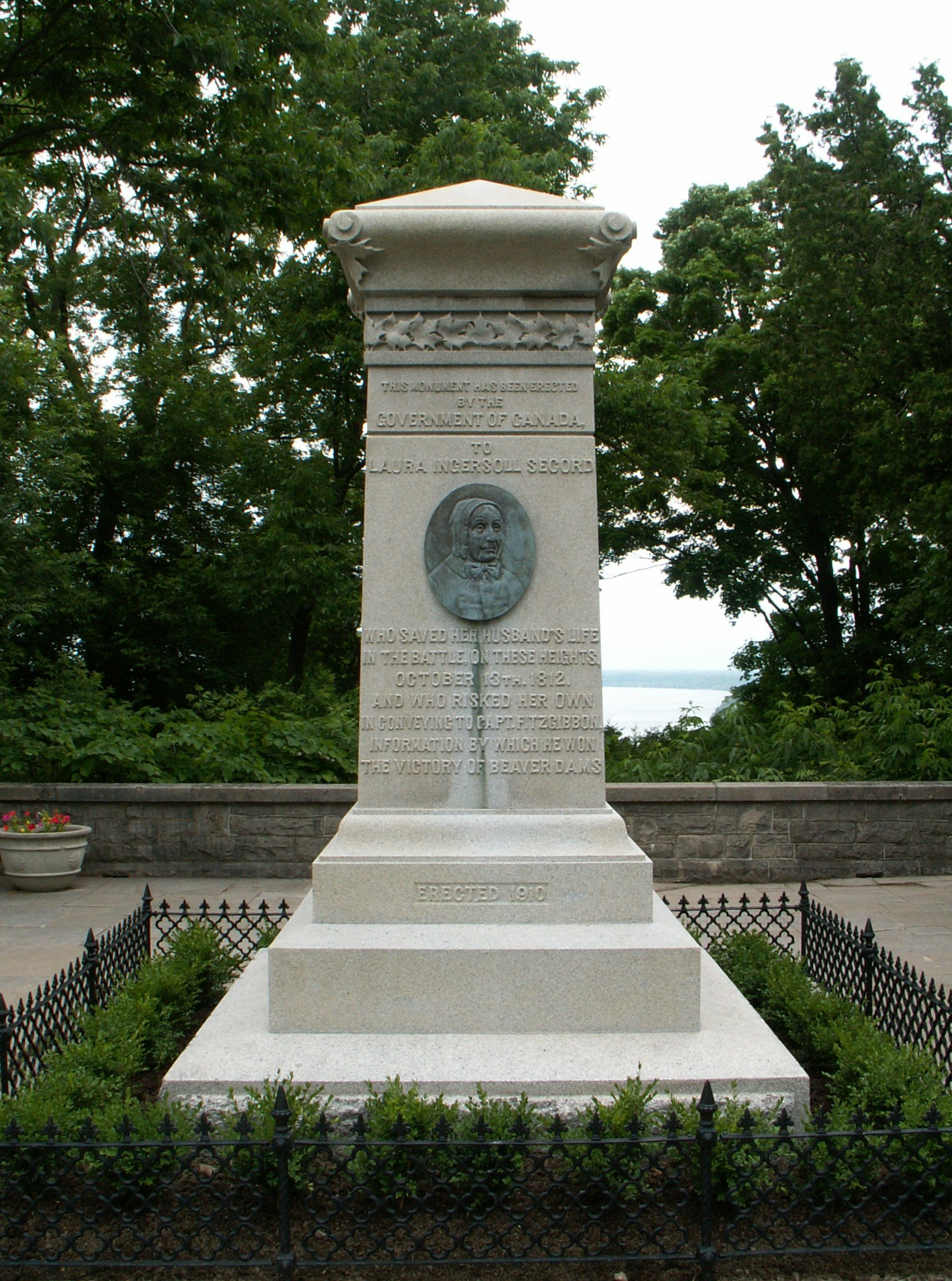
Monumento de Laura Secord en Queenston Heights. Foto de Dickbauch.

El drama en verso de Curzon, Laura Secord, la heroína de 1812, un tributo al heroísmo de Laura Secord en la Guerra de 1812, se publicó en 1887. Según su prefacio, la obra fue escrita para solicitar el reconocimiento a la contribución de Laura Secord a la victoria de la Batalla de Beaver Dams: "para rescatar del olvido el nombre de una mujer valiente, y colocarla en el lugar que le corresponde entre los héroes de la historia canadiense". El prefacio pedía una campaña de recaudación de fondos para construir un monumento a Secord. También fue una intervención en el debate sobre la pensión de los veteranos de esa guerra.
The Week calificó Laura Secord como “un poema dramático de mucha fuerza” y elogió  “las concienzudas investigaciones de Curzon y sus esfuerzos por ofrecer algo a su público canadiense que posea un valor duradero y tangible ". William Douw Lighthall elogió Laura Secord como "un libro sólido y verdadero" y apodó a Curzon como "la poetisa leal". La obra despertó un enorme interés por su tema, provocando "una avalancha de artículos y entradas sobre Secord que llenaron las historias y los libros de texto escolares canadienses a principios del siglo XX".
En 1895, Curzon cofundó la Sociedad Histórica Canadiense de Mujeres en Toronto con la feminista Mary Anne Fitzgibbon, Matilda Edgar y otras. Curzon fue elegida como primera presidenta de la sociedad y miembro honorario de la Lundy's Lane Historical Association, la York Pioneer and Historical Society y la Women's Art Association of Canada.
La hija de Sarah Anne Curzon fue una de las primeras mujeres en recibir una licenciatura de la Universidad de Toronto .
La correspondencia de Curzon indica que su esposo murió en 1894. Ella murió en 1898, en Toronto, a causa de la enfermedad de Bright. Está enterrada en el cementerio Mount Pleasant de Toronto.

## Publicaciones
- La Graduada de Sweet Girl. Grip-Sack (Toronto) 1, 1882. (republicado en Laura Secord and Other Poems ).
- Laura Secord, la heroína de 1812: un drama y otros poemas . Toronto: C. Blackett Robinson, 1887 . Welland, ON: Sociedad histórica de Lundy Lane, 1898.[6]
- Canada in Memoriam 1812-1814 . Welland, ON: Telegraph Steam Printing House, 1891.[6]
- "La batalla de Queenston Heights, 13 de octubre de 1812", Women's Canadian Hist. Soc. de Toronto, Trans., n. ° 2 (1899): 5–12.